# Banlieue nord d'Aberdeen
La banlieue nord d'Aberdeen est un ensemble géographique situé au nord de la ville écossaise d'Aberdeen, faisant partie de son aire urbaine - et son conseil de ville - et comprenant les quartiers de :
- Bridge of Don (Pont de la Don)
- Danestone
- Tillydrone
- Woodside
- Bucksburn
- Northfield (Champ du Nord)